# Ernest Leclère
Ernest Leclère (?), was een Luxemburgs politicus.
Ernest Leclère zat namens de Parti Social Démocrate (PSD) in de Kamer van Afgevaardigden.
Ernest Leclère werd op 3 maart 1915 de eerste socialistische minister van Luxemburg. Leclère werd minister (directeur-generaal) van Binnenlandse Zaken in het kabinet-Eyschen VI. Na het overlijden van premier Paul Eyschen (12 oktober 1915) werd hij gehandhaafd in het interim-kabinet-Mongenast. Dit kabinet onder premier Mathias Mongenast bleef echter slechts aan tot 6 november 1915. In het daaropvolgde kabinet-Loutsch (6 november 1915 - 24 februari 1916) had Leclère geen zitting.
Ernest Leclère volgde op 22 december 1916 partijgenoot Michel Welter op als directeur-generaal (dat wil zeggen minister) van Landbouw, Handel en Industrie in de Regering van Nationale Eenheid onder premier Victor Thorn. Welter moest aftreden na een motie van wantrouwen over zijn levensmiddelenpolitiek tijdens de Eerste Wereldoorlog. Nadien was Ernest Leclère lid van de Staatsraad. In 1919 maakte hij met premier Émile Reuter, minister van Onderwijs Nicolas Welter, Staatsraad Antoine Lefort en Antoine Funck deel uit van de Luxemburgse delegatie bij de vredesonderhandelingen te Parijs.

## Verwijzingen
1. ↑  Tatsachen aus der Geschichte des Luxemburger Landes, door: Dr. Emil Welter (1968), blz. 346
2. 1 2  Tatsachen aus der Geschichte des Luxemburger Landes, door: Dr. Emil Welter (1968), blz. 359